# أثأب الهند
أثأب الهند أو تين المجوس أو تين الأصنام أو التين المقدس أو التين البودي أو شجرة بيبال أو فيكس أبو لسان (الاسم العلمي: Ficus religiosa)، نوع من الأثأب. شجرته ضخمة دائحة عظيمة القد من فصيلة التوتيات. مهدها بلاد الهند، كانوا ولا يزالون يزرعونها عند معابدهم للدلالة على البقاء أو استمراره. أغصانها متدلية كاغصان الأثأب. أوراقها متعاقبة ومتقابلة، كبيرة الحجم، بسيطة أو مفصصة النصل. أزهارها وحيدة المسكن صغيرة. إزهرارها سنبلي التجميع عندما يكون ابطي الارتكاز وهو عنقودي التجميع إذا كان تاجي الارتكاز. ثمارها كثمار التين الصغيرة.
ينتمي نبات إلى (فصيلة: Moraceae). هو شجرة متوسطة الحجم، تعتبر من الأشجار النفضية خاصة وقت الرياح الموسمية. موطنها الأصلي شمال وشرق الهند، وتنتشر في البلدان الحارة مثل جنوب أفريقيا وهاواي وفلوريدا وسريلانكا.

## البيئة المناسبة
يفضل البيئة الجافة بسبب جذورها الممتدة القوية والتي تصبح هوائية بسبب خروجها خارج التربة، لذلك لا ينصح بزراعتها قرب الجدران والعمران للأضرار التي تسببها الجذور. ويفضل استخدام المغذيات النباتية النيتروجينية معها.

## الوصف العام
- الأوراق: في بداية ظهور الأوراق يكون لونها وردي أحمر ثم يتحول للون الأخضر.

- الزهور: تظهر الزهور الحمراء الصغيرة في فبراير.

- الثمار: تنضج الثمار في شهري مايو ويونيو حيث تظهر في زوايا الأوراق على الأغصان. يكون لون الثمار أخضر في باديء الأمر ثم تتحول إلى الأرجواني الأسود أحيانا بنقاط حمراء.